# Calotomus carolinus
Calotomus carolinus е вид бодлоперка от семейство Scaridae. Видът не е застрашен от изчезване.

## Разпространение и местообитание
Разпространен е в Австралия, Американска Самоа, Британска индоокеанска територия (Чагос), Вануату, Гуам, Еквадор (Галапагоски острови), Източен Тимор, Индия, Индонезия, Камбоджа, Кения, Кирибати (Лайн и Феникс), Кокосови острови, Коморски острови, Мавриций, Мадагаскар, Майот, Малайзия, Малдиви, Малки далечни острови на САЩ (Атол Джонстън, Мидуей, Остров Бейкър и Хауленд), Маршалови острови, Мексико (Ревияхихедо и Южна Долна Калифорния), Мианмар, Микронезия, Мозамбик, Науру, Ниуе, Нова Каледония, Оман, Остров Рождество, Острови Кук, Палау, Папуа Нова Гвинея, Питкерн, Провинции в КНР, Реюнион, Самоа, САЩ (Хавайски острови), Северни Мариански острови, Сейшели, Соломонови острови, Тайван, Тайланд, Танзания, Токелау, Тонга, Тувалу, Уолис и Футуна, Фиджи, Филипини, Френска Полинезия, Френски южни и антарктически територии (Нормандски острови), Шри Ланка, Южна Африка и Япония.
Среща се на дълбочина от 0.5 до 150 m, при температура на водата от 23 до 29 °C и соленост 34,1 – 35,4 ‰.

## Описание
На дължина достигат до 54 cm.